# Franka
Franka är en tecknad serie av den nederländske serieskaparen och utbildade sociologen Henk Kuijpers. Den skapades i mitten av 1970-talet och har fram till 2012 kommit ut i 22 album. Titelpersonen är en stark nederländsk kvinnlig privatdetektiv som löser mysterier i exotiska miljöer. Serien har översatts till ett antal olika europeiska språk, och på svenska har den även kallats Frankas äventyr.

## Beskrivning

### Innehåll och utveckling
Serien Franka har den kvinnliga privatdetektiven Francesca "Franka" Victoria i huvudrollen. Hon är en elegant ung kvinna med intresse för sport. I de tidiga albumen bor hon i Groterdam och arbetar som sekreterare på brottsmuseet där. I senare äventyr (från och med De vlucht van de Atlantis, 1993), när serien blir mer realistisk, bor hon istället i Amsterdam.
Franka löser diverse fall av äventyrlig karaktär och där hon i stor utsträckning kan dra nytta av sin snabbhet, vighet och snabbtänkthet. Hennes uppdrag kretsar ofta kring konstvärlden, antikviteter, mode eller film, och de för henne ofta till exotiska platser med gott om smugglare, pirater och skrupelfria affärsmän.
Ett av seriens bärande inslag är starka och självständiga kvinnor, i likhet med den belgiska serien Yoko Tsuno. Franka själv lever oftast som singel, men i senare album skaffar hon sig en pojkvän – den rehabiliterade konsttjuven Rix. Under uppdragen har Franka dock ofta hjälp av sin hund Bars.
Från början var dock Franka inte huvudpersonen i serien. I det första korta äventyret leds undersökningen av en viss Jarko (som i kommande album försvinner ur handlingen). I historien är Franka endast sekreterare på museet i albumtiteln. Det var först när seriens skapare Kuijpers ombads göra en fortsättning på historien, i ett till kort äventyr, som han valde "sekreteraren" – och tillika arkeologen – som huvudperson i den nya serien.
Båda dessa äventyr samlades i 1978 års album Brottsmuseet.
Från det trettonde albumet (Franka Onderzoek) har Franka en egen detektivbyrå.

### Några figurer och platser
- Jarko är en vän och kollega till Franka på Brottsmuseet (album 1). Han blir nationalhjälte i Oceanaqua efter revolutionen.
- Kommissarie Arend Nordanvind blev direktör för Brottsmuseet efter sin pensionering från polisen. Han tycker om när hans gamla kolleger från polisen vill ha hjälp med något svårt kriminalfall.

- Groterdam är en stor nederländsk stad som liknar Amsterdam. I de tidiga äventyren bor och arbetar Franka där. I senare album förekommer inte staden, och den har då blivit ersatt av Amsterdam.
- Oceanaqua är en liten örepublik i Stilla havet nära Golfströmmen. Där är Frankas vän Argos Attak president.

## Teckningsstil
Franka är tecknad snarlikt den fransk-belgiska klara linjen-stilen, och Kuijpers teckningar har utmärkt sig för sin drivna linje. Dessutom är bilderna noggrant utformade, bland annat vad gäller bilar och byggnader. Kuijpers tecknar ofta in små humoristiska bakgrundsdetaljer som inte spelar roll för handlingen.
Under seriens gång har personteckningen förändrats åt det mer realistiska hållet, med mindre ögon och mer verklighetstrogna kroppsproportioner. Med den ökade realismen har serien också fått en mer "vuxen" karaktär, och Franka har gått från att ha vänner till att ha pojkvän.

## Publikationshistorik
Serien debuterade ursprungligen 1974 i barnserietidningen Pep. Året därpå slogs tidningen ihop med Sjors och bytte namn till Eppo, och Franka kom att bli en av de nya veckotidningens bärande serier. 1988 bytte dock tidningen namn till Sjors & Sjimmie (1994 förkortat till SjoSji) och ändrade till varannanveckasutgivning. När SjoSji 1999 las ner, gick Franka över till följetongspublicering i sin egen (webb)tidning. När Eppo 2009 återföddes som en varannanveckastidning, var Franka en av de återkommande serierna.
Sedan 1990 har Franka även tryckts som följetong i den stora veckotidningen Veronica Magazine.
Serien Franka har fram till 2012 kommit i 22 album på nederländska. Översättningar av hela eller delar av serien har översatts till danska, finska, franska (album på Dupuis och Les Humanoïdes Associés), katalanska (5 album 1990–92), spanska (6 album), svenska och tyska (#1–22). Sju album gavs ut på svenska åren 1980–84, varefter den svenska utgivningen lades ner mitt i en följetongshistoria. På danska har däremot 20 album blivit publicerade.
Det svenska förlaget Cobolt började 2017 ge ut inbundna samlingsvolymer.

### Album
Svenska samlingsvolymer
Franka samlade äventyr, Utgivna av Cobolt förlag.
- 1. 2017 – Draktänderna och Tordönsdrakens undergång
- 2. 2018 – Gangsterfilm och Mysteriet Atlantis
- 3. 2019 – Blå Venus och Trettonde bokstaven
- 4. 2022 – Det portugisiska guldskeppet och Rorsmannens ögon

Huvudalbum
Den följande listningen är de nederländskspråkiga originalutgåvorna. Volymerna 1–8 gavs ut av Oberon, 9–15 av Big Balloon och 16– av Franka BV.
- 1. 1978 – Het misdaadmuseum (svenska: Brottsmuseet, 1980)
- 2. 1978 – Het meesterwerk (Mästerverket, 1980)
- 3. 1978 – De terugkeer van de Noorderzon (Spökskeppets hemlighet, 1981)
- 4. 1979 – De wraak van het vrachtschip (Skeppsvraket, 1981)

– Album 3 och 4 är en historia uppdelad på två album.
- 5. 1980 – Circus Santekraam (Livsfarlig cirkus, 1982)

– Inkluderar avsnittet "Animal Day".
- 6. 1982 – Het monster van de moerplaat (Monstret i dimman, 1983)

– Inkluderar avsnitten "Pyromaniac och "Saboteur".
- 7. 1984 – De tanden van de draak (Draktanden, 1984)
- 8. 1986 – De ondergang van de donderdraak ('Drakens undergång')
- 9. 1990 – Moordende concurrentie ('Mördande konkurrens')
- 10. 1992 – Gangsterfilm
- 11. 1993 – De vlucht van de Atlantis ('Atlantis flykt')
- 12. 1994 – De blauwe Venus ('Blå Venus')
- 13. 1995 – De dertiende letter ('Den trettonde bokstaven')
- 14. 1996 – Het portugese goudship ('Det portugisiska guldskeppet')
- 15. 1997 – De ogen van de roerganger ('Roddarens öron')

– Album 14 och 15 är en historia uppdelad på två album.
- 16. 1999 – Succes verzekerd ('Garanterad framgång')
- 17. 2001 – Eigen risico ('På egen risk')

– Album 16 och 17 är en historia uppdelad på två album.
- 18. 2004 – Kidnap
- 19. 2006 – Het zwaard van Iskander ('Iskanders svärd')
- 20. 2009 – De witte godin ('Den vita gudinnan')
- 21. 2010 – Het zilveren vuur ('Silverelden')

– Album 19, 20 och 21 är en historia uppdelad på tre album.
- 22. 2012 – Onderwereld ('Underjorden')

- Källor: [1][13][14][15]

Övriga album
- 1988 – The Cadillac Club
- 1989 – Het geheim van de archiefkast
- 1990 – Technicolor Widescreen
- 1998 – Harley Collection
- 2000 – Kerstkaarten, Overschakelen och Aquarellen

– De här tre volymerna – 'Julkort', 'Skyddsomslag' och 'Akvareller' – dök upp i "kill them pirates"-editioner producerade av Franka BV. Albumen var en reaktion på piratutgivningen av Franka, efter att en mängd av Kuijpers teckningar hade stulits.
- 2002 – Felle flitsen, särskilt producerad för Nationale Stripboekenweek (nationella serieboksveckan) av förlaget Silvester från 's-Hertogenbosch.

## Källhänvisningar
Den här artikeln är helt eller delvis baserad på material från engelskspråkiga Wikipedia, 21 november 2014.
Den här artikeln är helt eller delvis baserad på material från nederländskspråkiga Wikipedia, 6 november 2014.
Den här artikeln är helt eller delvis baserad på material från katalanskspråkiga Wikipedia, 22 mars 2015.
1. 1 2 3  "Frankas äventyr". seriesam.com. Läst 7 april 2015.
2. ↑  "Henk Kuijpers". Arkiverad 28 september 2007 hämtat från the Wayback Machine. comichousen.nl. Läst 8 april 2015. (engelska)
3. 1 2 3 4  "Henk Kiujpers". lambiek.net. Läst 8 april 2015. (engelska)
4. ↑  Sanders, Joe Sutliff (2016-07-28) (på engelska). The Comics of Hergé: When the Lines Are Not So Clear. Univ. Press of Mississippi. ISBN 9781496807274. https://books.google.se/books?id=BIcWDQAAQBAJ&pg=PT83&lpg=PT83&dq=franka+kuijpers&source=bl&ots=F6wSHO-Xqu&sig=ryEoWNvLZILMgPQSHJJQbcQyTVg&hl=sv&sa=X&ved=2ahUKEwifhqHK_bLdAhXI8ywKHateBDg4FBDoATAAegQIABAB#v=onepage&q=franka%20kuijpers&f=false. Läst 11 september 2018
5. 1 2 3  "HENK KUIJPERS (HENK KUIJPERS)". tebeosfera.com. Läst 8 april 2015. (spanska)
6. ↑  Hooymans, Martin. ”The Enigma of Franka”. philow.home.xs4all.nl. https://philow.home.xs4all.nl/frenig00.html. Läst 11 september 2018.
7. 1 2  ”Franka af Henk Kuijpers | Litteratursiden” (på danska). litteratursiden.dk. https://litteratursiden.dk/anmeldelser/franka-af-henk-kuijpers. Läst 11 september 2018.
8. ↑  "Henk Kuijpers". lambiek.net. Läst 8 april 2015. (nederländska)
9. ↑  "Franka". Arkiverad 24 juli 2015 hämtat från the Wayback Machine. grupelsisards.cat. Läst 8 april 2015. (katalanska)
10. ↑  Franka (Tomos 1–5). fiuxy.com. Läst 8 april 2015. (spanska)
11. ↑  "Franka". epsilongrafix.de. Läst 8 april 2015. (tyska)
12. ↑  ”Franka: Draktänderna”. http://boktugg.se/bok/9789187861222/franka-draktanderna. Läst 9 november 2018.
13. ↑  "Örnserien". seriesam.com. Läst 8 april 2015.
14. ↑  Franka. zilverendolfijn.nl. Läst 8 april 2015. (nederländska)
15. ↑  "Franka". comicvine.com. Läst 8 april 2015.